# 学校週6日制
学校週6日制（がっこうしゅうむいかせい）とは、日曜日のみを学校の休業日とする制度である。学校週休1日制（がっこうしゅうきゅういちにちせい）とも呼ばれる。

## 実施状況
公立学校
2002年度以降、公立学校において学校週5日制となっているのだが、条件内であれば休業日の授業は容認されていた。そのため、2005年に公立高校で20府県が土曜日の授業を公認していたりと、完全に土日が休業日だったというわけではない。
私立学校
私立学校においては、学校教育法施行規則（第六十二条）において、休業日は学校側で判断することになっているため、公立学校の動きと合わせて学校週5日制にした学校もあれば、していない学校もあり、1991年度以前のように週6日制を続けている学校も少なくない。